# 君に薔薇薔薇…という感じ
「君に薔薇薔薇…という感じ」（きみにバラバラ…というかんじ）は、1982年（昭和57年）1月27日にリリースされた田原俊彦の8作目のシングル。

## 音楽性
シングルでは初の筒美京平作曲だが、筒美提供の曲は、田原も出演した近藤真彦主演の映画『ブルージーンズメモリー』の中の挿入歌「ザ・青春セイリング」（詞：伊達歩）が最初だった。

## テレビ番組での披露
テレビの歌番組では、シングル3作ぶりにジャPAニーズと共に出演。『ザ・ベストテン』では曲名に因み、歌唱中の田原の胴体がバラバラになるマジックを5人で披露した。

## 収録曲
| 全作詞: 三浦徳子、全作曲: 筒美京平、全編曲: 船山基紀。 |                             |          |            |      |
| #                                                      | タイトル                    | 作詞     | 作曲・編曲 | 時間 |
| 1.                                                     | 「君に薔薇薔薇…という感じ」 | 三浦徳子 | 筒美京平   | 3:06 |
| 2.                                                     | 「ANO ANO お嬢さん」        | 三浦徳子 | 筒美京平   | 3:27 |
| 合計時間:                                              | 合計時間:                   | 6:33     |            |      |

## カバー
君に薔薇薔薇…という感じ
- 斎藤清六（1982年、アルバム『なんなんなんだ!?』収録）

## 参考資料
- アルバム『田原俊彦A面コレクション』（ポニーキャニオン、1986年）
- アルバム『BEST OF TOSHIHIKO TAHARA』（ポニーキャニオン、1998年）